# Liste de sportifs suisses par discipline
Cette page est destinée à rassembler les champions et championnes représentatifs de la Suisse dans leur discipline. Elle contient les noms des personnes médaillées olympiques, des personnes championnes du monde, des champions continentaux et des personnes championnes nationales. Elle peut contenir le nom de sportifs et sportives qui, sans avoir obtenu un palmarès exceptionnel, ont représenté leur pays au niveau international.

## Alpinisme

### Femmes
- Henriette d'Angeville
- Evelyne Binsack
- Joëlle Brupbacher
- Maude Mathys (1987-)
- Nicole Niquille
- Alexia Zuberer

### Hommes
- Christian Almer
- Ulrich Almer
- Franz Andenmatten
- Jakob Anderegg
- Melchior Anderegg
- Aufdenblatten
- Johann Joseph Bennen
- Émile-Robert Blanchet
- Peter Bohren
- Loulou Boulaz
- Camille Bournissen
- Marc-Théodore Bourrit
- Alexandre Burgener
- Johann Coaz
- Michel Darbellay
- Georges de Rham
- Günter Dyhrenfurth
- Paul Etter
- Charles-François Exchaquet
- Edmund von Fellenberg
- Hans Fuhrer
- André Georges (alpiniste suisse)
- Philipp Gosset
- Ferdinand Imseng
- Ulrich Inderbinen
- Jules Jacot-Guillarmod
- Johann Jaun
- Norbert Joos
- Ulrich Kaufmann
- Christian Klucker
- Joseph Knubel
- Peter Knubel
- Raymond Lambert (alpiniste)
- Ulrich Lauener
- Franz Lochmatter
- Erhard Loretan
- Fritz Luchsinger
- Jürg Marmet
- Xavier Mertz
- Walter Mittelholzer
- Werner Munter
- Romolo Nottaris
- Marco Pedrini
- Michel Piola
- Ernst Reiss
- Dölf Reist
- Marcel Rüedi
- Sylvain Saudan
- Ernst Schmied
- Placidus a Spescha
- Ueli Steck
- Fritz Steuri
- Gottlieb Samuel Studer
- Ambros Supersaxo
- Peter Taugwalder
- Jean Troillet
- Michel Vaucher
- Hansruedi von Gunten
- Johann Jakob Weilenmann
- Matthias Zurbriggen

## Arts martiaux

### Judo

#### Femmes
- Jessica Cargill  (1980- )
- Fanny Clavien  (1987- )
- Elena Quirici
- Diana Schwab

#### Hommes
- Sergei Aschwanden
- Ludovic Chammartin
- Eric Hänni
- Dominique Hischier
- David Papaux
- Jürg Röthlisberger

### Karaté

#### Hommes
- Djim Doula
- Javier Gomez
- Olivier Knupfer
- Yoann Kongolo
- Fehmi Mahalla

### Kickboxing

#### Hommes
- Xhavit Bajrami
- Björn Bregy
- Carl Emery
- Andy Hug
- Yoann Kongolo

### Lutte

#### Femmes
- Sonia Kälin (1985- )

### Taekwondo

#### Femmes
- Manuela Bezzola

## Athlétisme

### Femmes
- Regula Aebi (1965- )
- Fatim Affessi (1993- )
- Gabriela Andersen-Schiess (1945- )
- Meta Antenen (1949- )
- Valentine Arrieta (1990- )
- Sarah Atcho (1995- )
- Julie Baumann (1964- )
- Martine Bouchonneau-Oppliger (1957- )
- Selina Büchel (1991- )
- Nicole Büchler (1983- )
- Cornelia Bürki (1953- )
- Sieglinde Cadusch (1967- )
- Samantha Dagry (1994- )
- Mireille Donders (1974- )
- Petra Fontanive (1988-)
- Majella Hauri (1995-)
- Fanette Humair (1991-)
- Elodie Jakob (1993-)
- Ursula Jeitziner (1972- )
- Mujinga Kambundji (1992- )
- Yvonne von Kauffungen (1955- )
- Charlène Keller (1994- )
- Mélanie Keller (1994- )
- Lisa Kurmann (1989- )
- Kathrin Lardi (1942- )
- Marisa Lavanchy (1990- )
- Verena Leiser
- Kathrin Luthi (1969- )
- Jessica Martins (1988- )
- Simone Meier (1965- )
- Bernadette Meier-Brändle (1972- )
- Patricia Morceli Bühler (1974- )
- Jasmine Moser (1995- )
- Maryke Moser (1946- )
- Rosmarie Müller (1958- )
- Corinne Müller (1975- )
- Patricia Nadler (1969- )
- Daria Nauer (1966- )
- Elisabeth Neuenschwander (1946- )
- Maja Neuenschwander (1980- )
- Lucia Mayer-Hofmann (1979- )
- Rita Pfister (1952- )
- Marie Polli (1980- )
- Anita Protti (1964- )
- Beatrix Rechner (1951- )
- Franziska Rochat-Moser (1966-2002)
- Nadine Rohr (1977- )
- Fabienne Schlumpf (1990- )
- Ellen Sprunger (1986- )
- Lea Sprunger (1990- )
- Anita Weyermann (1977- )
- Linda Züblin (1986- )

### Hommes
- Andreas Baumann
- Aron Beyene
- Hansruedi Bruder
- Philippe Clerc
- Marco Cribari
- Jean-Louis Descloux
- Pascal Mancini
- Pierre Morath
- Peter Muster
- Mathias Rusterholz
- Reto Schenkel
- Marc Schneeberger
- Suganthan Somasundaram
- Marius Theiler
- Alex Wilson (athlétisme, 1990)

## Sport automobile

### Femmes
- Cyndie Allemann (1986 - )
- Lilian Bryner
- Simona de Silvestro
- Rahel Frey
- Natacha Gachnang

### Hommes
- Fredy Amweg (1949-), pilote automobile suisse de courses de côte essentiellement, à bord de monoplaces.
- Gaston Andrey
- Ciro Basadonna
- Mathias Beche
- Jean-Claude Béring
- Edgar Berney
- Louis Braillard
- Toni Branca
- Walter Brun
- Sébastien Buemi
- Enzo Calderari
- Philippe Camandona
- Joël Camathias
- Rudolf Caracciola (1901-1959), son record de victoires au Grand Prix d'Allemagne est toujours inégalé en 2017.
- Louis Chevrolet
- Andrea Chiesa
- Willy Daetwyler
- Max de Terra
- Jean-Denis Delétraz
- Louis Delétraz
- Raphaël Domjan
- Marcel Fässler
- Rudi Fischer
- Gregor Foitek
- Alex Fontana
- Franco Forini
- Gabriele Gardel
- Emmanuel de Graffenried
- Romain Grosjean
- Claude Haldi
- Gary Hirsch
- Jonathan Hirschi
- Peter Hirt
- Alexandre Imperatori
- Marc Isenegger
- Neel Jani
- Claude-François Jeanneret
- Christian Kautz
- Loris Kessel
- Jean Krucker
- Hans Kühnis
- Fabio Leimer
- Fredy Lienhard
- Alain Menu
- Giorgio Mondini
- Edoardo Mortara
- Silvio Moser
- Herbert Müller
- Nico Müller
- Benoît Musy
- Xavier Perrot
- Christophe Pillon
- Harold Primat
- Ralph Meichtry
- Clay Regazzoni
- Philippe Roux
- Hans Ruesch
- Claude Sage
- Albert Scherrer
- Peter Schetty
- Heinz Schiller
- Rudolf Schoeller
- Joseph Siffert
- Marc Surer
- Simon Trummer
- Mathéo Tuscher
- Ottorino Volonterio
- Heini Walter
- André Wicky
- Adrian Zaugg
- Sandro Zeller
- Yann Zimmer

## Aviron (sport)

### Femmes
- Fanny Belais (1995- )
- Pauline Delacroix (1994- )
- Jeannine Gmelin (1990-)
- Juliette Jeannet (1994-)
- Carolina Lüthi (1972-)
- Patricia Merz (1993-)
- Pia Vogel (1969- )
- Bernadette Wicki (1968- )

## Badminton

### Femmes
- Silvia Albrecht (1971- )
- Jeanine Cicognini (1986- )
- Marion Gruber (1985-)
- Cendrine Hantz (1990-)
- Sabrina Jaquet (1987-)
- Bettina Villars (1964- )
- Santi Wibowo (1974- )

## Basket-ball

### Femmes
- Sarah Kershaw (1985-)
- Jalinka Michaux (1987-)

### Hommes
- Clint Capela (1994-)
- Thabo Sefolosha (1984-)

## Biathlon

### Femmes
- Irene Cadurisch (1991- )
- Aita Gasparin (1994-)
- Elisa Gasparin (1991-)
- Selina Gasparin (1984-)
- Patricia Jost (1993-)
- Ladina Meier-Ruge (1992- )

## Bobsleigh

### Femmes
- Maya Bamert (1979- )
- Françoise Burdet (1967- )
- Edith Burkard (1991- )
- Martina Fontanive (1986-)
- Sabina Hafner (1984-)
- Cora Huber (1981-)
- Tanja Mayer (1993- )
- Fabienne Meyer (1981- )
- Hanne Schenk (1982- )

## Boxe

### Femmes
- Sandra Brügger (1981-)
- Anaïs Kistler (1988-)

## Canoë-kayak

### Femmes
- Chantal Abgottspon (1990- )
- Daniela Baumer (1971- ) Jeux olympiques d'été de 1996: médaille d'argent
- Olivia Byrne-Sutton (1988-)
- Elise Chabbey (1993-)
- Sabine Eichenberger (1968- ) Jeux olympiques d'été de 1996: médaille d'argent
- Sandra Friedli (1973-)
- Ingrid Haralamow (1966-) Jeux olympiques d'été de 1996: médaille d'argent
- Livia Haudenschild (1994-)
- Danielle Kamber (1954- )
- Elisabeth Kaser (1951-)
- Nina Lunginbühl
- Karin Mani
- Gabi Müller (1974- ) Jeux olympiques d'été de 1996: médaille d'argent

## Course à pied

### Course d'orientation

#### Femmes
- Ines Brodmann (1985- )
- Rahel Friederich (1986-)
- Julia Gross (1991-)
- Sabine Hauswirth (1987-)
- Claudia Hünig (1989-)
- Sara Lüscher (1986-)
- Simone Niggli-Luder (1978-)

## Curling

### Femmes
- Marlene Albrecht (1988- )
- Laurence Bidaud (1968- ) Jeux olympiques d'hiver de 2002: médaille d'argent
- Luzia Ebnöther (1971- ) Jeux olympiques d'hiver de 2002: médaille d'argent
- Binia Feltscher-Beeli (1978-) Jeux olympiques d'hiver de 2006: médaille d'argent
- Tanya Frei (1972-) Jeux olympiques d'hiver de 2002: médaille d'argent
- Janine Greiner (1981-)
- Michelle Gribi (1992-)
- Sara Lüscher (1986-)
- Franziska Kaufmann (1987-)
- Manuela Kormann (1976- )
- Carmen Küng (1978- )
- Michèle Moser (1979- )
- Alina Pätz (1990- )
- Nadia Röthlisberger (1972- ) Jeux olympiques d'hiver de 2002: médaille d'argent
- Irene Schori (1983- )
- Valeria Spälty (1983- )

## Cyclisme

### Cyclisme sur route

#### Femmes
- Émilie Aubry (1989- )
- Nicole Brändli (1979- )
- Ramona Forchini (1994-)
- Barbara Ganz (1964-)
- Brigitte Gschwend-Gyr (1964-)
- Nicole Hanselmann (1991-)
- Barbara Heeb (1969-)
- Lise-Marie Henzelin (1991-)
- Jennifer Hohl (1986-)
- Diana Rast (1970- )
- Yvonne Schnorf (1965- )
- Edith Schönenberger (1954- )
- Karin Thürig (1972- ) Jeux olympiques d'été de 2004: médaille d'or
- Luzia Zberg (1970- )

#### Hommes
- Fabian Cancellara
- Pascal Richard
- Tony Rominger

### VTT

#### Femmes
- Barbara Blatter (1970-) Jeux olympiques d'été de 2000: médaille d'argent
- Chantal Daucourt (1966-)
- Petra Henzi (1969-)
- Louanne Juillerat (1997-)
- Milena Landwing (1981-)
- Katrin Leumann (1982-)
- Aranne Kleinhans (1983-)
- Nathalie Schneitter (1986-)

## Duathlon

### Femmes
- Jolanda Annen (1992- )

## Sport équestre

### Femmes
- Andrea Amacher (1969- )
- Amy Catherine de Bary (1944- )
- Evelin Bodenmüller (1985- )
- Clarissa Crotta (1978- )
- Florence Dinichert (1977-)
- Jasmin Gambirasio (1990-)
- Claudia Gisler (1980-)
- Barbara von Grebel (1950- )
- Marianne Gossweiler (1943-) Jeux olympiques d'été de 1964: médaille d'argent et Jeux olympiques d'été de 1968: médaille de bronze
- Mireille Housencroft (1971-)
- Silvia Ikle (1949-)
- Simone Jäiser (1986-)
- Antonella Joannou (1967-)
- Yvonne Kostenberger (1972- )
- Christina Liebherr (1979- )
- Lesley McNaught-Mändli (1964- )
- Veronika Münger (1968- )
- Lucie Musy Comune (- )
- Doris Ramseier (1939-)
- Adelheid Robbiani (1950-)
- Janika Sprunger (1987- )
- Christine Stückelberger (1947- )

### Hommes
- Steve Guerdat (1982- )
- Markus Fuchs (1955- )
- Martin Fuchs (1992- )
- Beat Mändli (1969- )
- Hans Staub (1959- )
- Felix Vogg (1990- )

## Escalade sportive

### Femmes
- Nathalie Bärtschi (1994- )
- Katherine Choong (1992- )
- Petra Klingler (1992- )

## Échecs

### Femmes
- Camille de Seroux (1993-)

## Escrime

### Femmes
- Pauline Brunner (1994- )
- Tiffany Géroudet (1986-)
- Gianna Hablützel-Bürki (1969- )
- Anna Klüpfel
- Denise Kramer-Scholer (1910- )
- Sophie Lamon (1985- )
- Alessandra Valérie Mariéthoz (1967- )
- Jeanne Margenthaler (1885-1974)
- Diana Romagnoli (1977- )
- Michèle Wolf (1961- )

## Football

### Femmes
- Caroline Abbé (1988- )
- Vanessa Bürki (1986- )
- Lara Dickenmann (1985- )
- Fabienne Humm (1986-)
- Florijana Ismaili (1995-)
- Lara Keller (1991- )
- Rahel Kiwic (1991- )
- Selina Kuster (1991- )
- Sandy Maendly (1988- )
- Noelle Maritz (1995- )
- Stenia Michel (1987- )
- Martina Moser (1986- )
- Jennifer Oehrli (1989- )
- Carmen Pulver (1995- )
- Nicole Remund (1989- )
- Gaëlle Thalmann (1986- )

## Golf

### Femmes
- Fabienne In-Albon (1986-)
- Natalie Karcher (1993- )
- Anaïs Maggetti (1990- )
- Melanie Mätzler (1988- )

## Gymnastique

### Femmes
- Caterina Barloggio (1996- )
- Jessica Lorena Diacci (1994- )
- Kathi Fritschi (1954-)
- Marisa Jervella (1968-)
- Ariella Kaeslin (1987-)
- Ilaria Kaeslin (1997- )
- Liselotte Marti (1956- )
- Melanie Marti (1986- )
- Nadia Mülhauer (1996- )
- Suzanne Müller (1972- )
- Giulia Steingruber (1994- )

## Handball

### Femmes
- Nicole Dinkel (1985- )
- Ariane Geissmann (1986-)
- Ria Jugovic (1992-)
- Azra Mustafoska (1987- )

## Hockey sur gazon

### Femmes
- Carole Apotheloz (1990- )
- Léonor Berlie (1997- )
- Karin Bugmann (1989- )
- Marielle Gueissaz (1955-)
- Monika Müller (1984- )

## Hockey sur glace

### Femmes
- Céline Abgottspon (1995- )
- Janine Alder (1995- ) Jeux olympiques d'hiver de 2014: médaille de bronze
- Livia Altmann (1994- ) Jeux olympiques d'hiver de 2014: médaille de bronze
- Sophie Anthamatten (1991- ) Jeux olympiques d'hiver de 2014: médaille de bronze
- Laura Benz (1992- ) Jeux olympiques d'hiver de 2014: médaille de bronze
- Sara Benz (1992- ) Jeux olympiques d'hiver de 2014: médaille de bronze
- Silvia Bruggmann (1978- )
- Nicole Bullo (1987- ) Jeux olympiques d'hiver de 2014: médaille de bronze
- Laura Desboeufs (1996- )
- Romy Eggimann (1995- ) Jeux olympiques d'hiver de 2014: médaille de bronze
- Sarah Forster (1993-)  Jeux olympiques d'hiver de 2014: médaille de bronze
- Angela Frautschi (1987-) Jeux olympiques d'hiver de 2014: médaille de bronze
- Ramona Fuhrer (1979-)
- Mélanie Hafliger (1982-)
- Ruth Künzle (1972- )
- Kathrin Lehmann (1980- )
- Darcia Leimgruber (1989- )
- Monika Leuenberger (1973- )
- Barbara Lussier (1995- )
- Jessica Lutz (1989-) Jeux olympiques d'hiver de 2014: médaille de bronze
- Julia Marty (1988-) Jeux olympiques d'hiver de 2014: médaille de bronze
- Stefanie Marty (1988-) Jeux olympiques d'hiver de 2014: médaille de bronze
- Rahel Michielin (1990- )
- Prisca Mosimann (1975- )
- Alina Müller (1998-) Jeux olympiques d'hiver de 2014: médaille de bronze
- Katrin Nabholz (1986-) Jeux olympiques d'hiver de 2014: médaille de bronze
- Lucrece Nussbaum (1986- )
- Evelina Raselli (1992-) Jeux olympiques d'hiver de 2014: médaille de bronze
- Florence Schelling (1989-) Jeux olympiques d'hiver de 2014: médaille de bronze
- Dominique Slongo (1988-) Jeux olympiques d'hiver de 2014: médaille de bronze
- Phoebe Stanz (1994-) Jeux olympiques d'hiver de 2014: médaille de bronze
- Lara Stalder (1994-) Jeux olympiques d'hiver de 2014: médaille de bronze
- Anja Stiefel (1990-) Jeux olympiques d'hiver de 2014: médaille de bronze
- Sandra Thalmann (1992-) Jeux olympiques d'hiver de 2014: médaille de bronze
- Nina Waidacher (1992-) Jeux olympiques d'hiver de 2014: médaille de bronze

### Hommes
- Marc Abplanalp
- Sandro Abplanalp
- Jan Alston
- Benjamin Antonietti
- Eliot Antonietti
- Pascal Avanthay
- Steven Barras
- Alain Bartlomé
- Deny Bärtschi
- Mark Bastl
- Ken Baumgartner
- Christophe Bays
- Fabio Beccarelli
- Mauro Beccarelli
- Patrick Berchtold
- Alain Berger
- Raphaël Berger
- Nicolas Bernasconi
- Mattia Bianchi
- Alain Birbaum
- Francesco Bizzozero
- Jérôme Bonnet
- Daniel Boss
- Roman Botta
- Cédric Botter
- Mathias Brägger
- Bruno Brechbühl
- Christophe Brown
- Sandro Brügger
- Cyrill Bühler
- Ralph Bundi
- Markus Bütler
- Rolf Schrepfer

## Luge

### Femmes
- Martina Kocher (1985- )
- Monika Lücker (1944- )
- Elisabeth Nagele (1933- )

## Motocross

### Femmes
- Virginie Germond (1989-)

## Natation

### Femmes[1]
- Marie-Thérèse Armentero (1965- )
- Céline Baillod (1982- )
- Carole Brook (1965- )
- Patricia Brülhart N'Dula (1968- )
- Agata Czaplicki (1983- )
- Dominique Diezi (1977- )
- Eliana Fieschi (1970- )
- Christiane Flamand (1955- )
- Ivana Gabrilo (1984- )
- Doris Gonterweiler-Vetterli (1933-)
- Eva Gysling (1967- )
- Rahel Hobi (1974-)
- Liselotte Kobi (1930- )
- Nadia Kruger (1968- )
- Hanna Miluska (1984- )
- Françoise Monod (1959- )
- Susanne Niesner (1954- )
- Swann Oberson (1986- )
- Sandrine Paquier (1977- )
- Lara Preacco (1971- )
- Seraina Prünte (1987- )
- Flavia Rigamonti (1981- )
- Carmela Schlegel (1983- )
- Nikole Schrepfer (1964- )
- Carla Stampfli (1984- )
- Chantal Strasser (1978- )
- Martina Van Berkel (1989- )
- Danièle Villars (1993- )
- Nathalie Wunderlich (1971- )
- Nicole Zahnd (1980- )
- Claudia Zierold (1963- )

### Hommes[1]
- Adrian Andermatt (1969- )
- Roger Birrer (1963- )
- Christoph Bühler (1974- )
- Etienne Dagon (1960- )
- François David (1961- )
- Théophile David (1963- )
- Jean-Pierre Dubey (1951- )
- Roberto Facchinetti (1969- )
- Patrick Ferland (1965- )
- Philipp Gilgen (1976- )
- Dano Halsall (1963- )
- Thierry Jacot (1961- )
- Yannick Käser (1992- )
- Marcel Krist (1966- )
- Flori Lang (1983- )
- Lorenz Liechti (1975- )
- Remo Lütolf (1980- )
- Jonathan Massacand (1984- )
- Dominik Meichtry (1984- )
- Philippe Meyer (1971- )
- Karel Novy (1980- )
- Yves Platel (1977- )
- Lukas Räuftlin (1991- )
- Martin Schweizer (1988- )
- Stephan Volery (1961- )
- Jérémy Desplanches (1994- )

## Natation synchronisée

### Femmes
- Edith Boss (1966- )
- Aisha El Mehrek (1994- )
- Karin Singer (1966- )

## Sports nautiques

### Nautisme à voile

#### Femmes
- Nathalie Brugger (1985-)
- Linda Fahrni (1993-)
- Ella Maillart (1903-1997)
- Nicole Meylan
- Emmanuelle Rol (1986-)

#### Hommes
- Alain Marchand (1966-)

### Plongeon

#### Femmes
- Yvonne Kostenberger (1972- )
- Fernanda Martini-Pautasso (1923- )

### Ski nautique

#### Femmes
- Anna Dupanloup (1975-)

### Wakeboard

#### Femmes
- Florence Didisheim (1993-)
- Julia Meyer
- Luisa Montalbetti (1979-)

## Patinage artistique

### Femmes
- Denise Biellmann (1962- )
- Doris Blanc (1926- )
- Liliane Brede-Crosa (1942- )
- Sandra Cariboni (1963- )
- Ramona Elsener (1992- )
- Silvia Grandjean (1934-)
- Eliane Hugentobler (1981-)
- Karin Iten (1956-2010)
- Yolande Jobin (1930-)
- Gerda Johner (1944-)
- Karin Künzle (1954- )
- Monique Mathys (1945- )
- Sarah Meier (1984- )
- Anaïs Morand (1993- )
- Myriam Oberwiler (1962- )
- Charlotte Walter (1951- )
- Susy Wirz (1931- )

## Patinage de vitesse

### Femmes
- Silvia Brunner (1958- )
- Kaitlyn McGregor (1994- )

## Skeleton

### Femmes
- Marina Gilardoni (1987-)
- Fabienne Hodler (1988-)
- Tanja Morel (1975- )
- Maya Pedersen-Bieri (1972- ) Jeux olympiques d'hiver de 2006: médaille d'or

## Ski

### Saut à ski

#### Femmes
- Bigna Windmueller (1991- )

### Ski alpin

#### Femmes
- Marianne Abderhalden (1986- )
- Martina Accola (1969- )
- Doris de Agostini (1958- )
- Fränzi Aufdenblatten (1981- )
- Olivia Ausoni (1923-2010)
- Madeleine Berthod (1931- )
- Sylviane Berthod (1977- )
- Ida Bieri-Schöpfer (1929-2014)
- Rosmarie Bleuer (1926- )
- Fernande Bochatay (1946- )
- Catherine Borghi (1976- )
- Chantal Bournissen (1967- )
- Renée Colliard (1933- )
- Frieda Dänzer  (1931- )
- Andrea Dettling (1987- )
- Ariane Ehrat (1961- )
- Denise Feierabend (1989-) Jeux olympiques d'hiver de 2014: médaille de bronze
- Jennifer Fiechter (1992-)
- Michela Figini (1966-)
- Béatrice Gafner (1964-)
- Dominique Gisin (1985-) Jeux olympiques d'hiver de 2014: médaille d'or
- Michelle Gisin (1993-)
- Rita Good (1951-)
- Corina Grünenfelder (1975-)
- Lara Gut (1991-) Jeux olympiques d'hiver de 2014: médaille de bronze
- Zoe Haas (1962-)
- Joana Hählen (1992-)
- Erika Hess (1962-)
- Monika Hess (1964-)
- Wendy Holdener (1993-)
- Sylvia Honegger (1968-)
- Andrea Huber (1975-) Jeux olympiques d'hiver de 2002: médaille de bronze
- Vreni Inäbnit (1948-)
- Nadja Jnglin-Kamer (1986-)
- Lilian Kummer (1975- )
- Mirena Küng (1988-)
- Antoinette Meyer (1920-2010)
- Liselotte Michel (1939-)
- Lina Mittner (1919-)
- Irène Molitor (1927-)
- Lise-Marie Morerod (1956-)
- Marie-Theres Nadig (1954-)
- Brigitte Nansoz (1962-)
- Sonja Nef (1972-)
- Katrin Neuenschwander (1971-)
- Marlies Oberholzer (1958-)
- Heidi Obrecht (1942-)
- Thérèse Obrecht (1944-)
- Brigitte Oertli (1962-)
- Marlies Oester (1976-)
- Corinne Rey-Bellet (1972-2006)
- Karin Roten (1976- )
- Anny Rüegg (1912-2011)
- Yvonne Rüegg (1938- )
- Martina Schild (1981- )
- Hedy Schlunegger (1923-2003)
- Corinne Schmidhauser (1964- )
- Vreni Schneider (1964- )
- Ida Schöpfer (1929-2014)
- Erna Steuri (1917-2001)
- Nadia Styger (1978- )
- Fabienne Suter (1985- )
- Maria Walliser (1963- )
- Annemarie Waser (1940- )
- Heidi Zeller-Bähler (1964- )
- Gabriela Zingre (1970- )
- Annerösli Zryd (1949- )
- Bernadette Zurbriggen (1956- )
- Heidi Zurbriggen (1967- )

#### Hommes
- Paul Accola
- Luca Aerni
- Daniel Albrecht
- Heinz Von Allmen
- Karl Alpiger
- Silvano Beltrametti
- Marc Berthod
- René Berthod
- William Besse
- André Bonvin
- Edmund Bruggmann
- Thomas Bürgler
- Toni Bürgler
- Conradin Cathomen
- Marco Casanova
- Franco Cavegn
- Gino Caviezel
- Mauro Caviezel
- Roland Collombin
- Didier Cuche
- Jean-Daniel Dätwyler
- Didier Défago
- Jean-Daniel Délèze
- Martial Donnet
- Raymond Fellay
- Willy Favre
- Beat Feuz
- Ernst Feuz
- Jean-Luc Fournier
- Otto Furrer
- Joël Gaspoz
- Xavier Gigandet
- Marc Gini
- Dumeng Giovanoli
- Marc Gisin
- Arnold Glatthard
- Ernst Good
- Fernand Grosjean
- Jürg Grünenfelder
- Tobias Grünenfelder
- Michael von Grünigen
- Marco Hangl
- Martin Hangl
- Konrad Hari
- Daniel Hauser
- Franz Heinzer
- Heini Hemmi
- Markus Herrmann
- Niels Hintermann
- Marc Hodler
- Ambrosi Hoffmann
- Kurt Huggler
- Urs Imboden
- Carlo Janka
- Pierre-Yves Jorand
- Max Julen
- Urs Kälin
- Bruno Kernen
- Martin Knoeri
- Oliver Kuenzi
- Patrick Küng
- Urs Lehmann
- Steve Locher
- Peter Lüscher
- Jacques Lüthy
- Daniel Mahrer
- Nils Mani
- Werner Mattle
- Philippe May
- Loïc Meillard
- Silvano Meli
- Josef Minsch
- Karl Molitor
- Peter Müller
- Justin Murisier
- Rolf Olinger
- Engelhard Pargätzi
- Hans Pieren
- Didier Plaschy
- Manuel Pleisch
- Walter Prager
- Urs Räber
- Edi Reinalter
- René Rey
- Hans-Peter Rohr
- Bouby Rombaldi
- Rudolf Rominger
- Philippe Roux
- Bernhard Russi
- Sylvain Saudan
- Reto Schmidiger
- Georges Schneider (ski alpin)
- Kurt Schnider
- Peter Schwendener
- Christian Spescha
- Patrick Staub
- Roger Staub
- Hermann Steuri
- Fritz Steuri
- Walter Tresch
- Thomas Tumler
- Walter Vesti
- Sandro Viletta
- Markus Vogel
- Rolf Von Weissenfluh
- Ralph Weber
- Daniel Yule
- Ramon Zenhäusern
- Andrea Zinsli
- David Zogg
- Silvan Zurbriggen
- Pirmin Zurbriggen

### Ski de fond

#### Femmes
- Brigitte Albrecht Loretan (1970-)
- Seraina Boner (1982-)
- Silvana Bucher (1984-)
- Bettina Gruber (1985-)
- Christa Jäger (1992-)
- Evi Kratzer (1961-)
- Natascia Leonardi Cortesi (1971-)
- Barbara Mettler (1971-)
- Seraina Mischol (1981-)
- Laurence Rochat (1979- )
- Doris Trachsel (1984- )
- Laurien Van Der Graaff (1987- )

### Ski cross

#### Femmes
- Priscillia Annen (1992-)
- Nicole Frei (1992-)
- Sanna Lüdi (1986-)
- Katrin Müller (1989-)
- Jorinde Müller (1993-)
- Manuela Müller (1980-)
- Fanny Smith (1992- )
- Franziska Steffen (1981-)

### Ski acrobatique

#### Femmes
- Colette Brand (1967-)
- Nicole Gasparini (1997-)
- Conny Kissling (1961- )
- Evelyne Leu (1976-)

### Ski freestyle

#### Femmes
- Camillia Berra (1994-)
- Virginie Faivre (1982-)
- Mirjam Jäger (1982- )

## Snowboard

### Femmes
- Émilie Aubry (1990-)
- Nicole Baumgartner (1993-)
- Ursula Bruhin (1970-)
- Sina Candrian (1988-)
- Isabel Derungs (1987-)
- Mellie Francon (1982-)
- Sandra Frei (1984-)
- Tanja Frieden (1976-) Jeux olympiques d'hiver de 2006: médaille d'or
- Sandra Gerber (1985-)
- Ursina Haller (1985-)
- Ladina Jenny (1993- )
- Elena Koenz (1987-)
- Patrizia Kummer (1987-)
- Fraenzi Maegert-Kohli (1982-)
- Simona Meiler (1989-)
- Milena Meisser (1979-)
- Daniela Meuli (1981-)
- Stefanie Mueller (1992-)
- Olivia Nobs (1982-)
- Manuela Laura Pesko (1978-)
- Fabienne Reuteler (1979- )
- Anita Schwaller (1972- )
- Stefanie von Siebenthal (1977- )
- Julie Zogg (1992- )

## Tennis

### Femmes
- Timea Bacsinszky (1989-)
- Belinda Bencic (1997-)
- Myriam Casanova (1985-)
- Lilian Drescher (1965-)
- Martina Hingis (1980- )
- Xenia Knoll (1992-)
- Imane Maëlle Kocher (1994-)
- Manuela Maleeva (1967-)
- Lara Michel (1991-)
- Patty Schnyder (1978-)
- Miroslava Vavrinec (1978- )
- Emanuela Zardo (1970- )

### Hommes
- Roger Federer (1981- )
- Marc Rosset (1970- )
- Stanislas Wawrinka (1985- )

## Tennis de table

### Femmes
- Rahel Anschwanden (1993-)
- Rachel Moret (1989- )

## Tir

### Femmes
- Myriam Brühwiler (1989- )
- Bettina Bucher (1985- )
- Andrea Bürge (1984- )
- Heidi Diethelm Gerber (1969- )
- Irene Dufaux (1960- )
- Cornelia Froelich (1964-)
- Jasmin Mischler (1992-)
- Theres Manser (1956-)
- Annik Marguet (1981-)
- Oriana Scheuss (1972-)

## Tir à l'arc

### Femmes
- Valentine de Giuli (1990-)
- Clémentine de Giuli (1993-)
- Nathalie Dielen (1966-)
- Iliana Deineko (1995-)
- Janine Hunsperger (2000-)
- Olga Fusek (1999-)
- Ursula Hess (1983-)
- Jelena Oleksejenko (1989-)

## Triathlon

### Femmes
- Natascha Badmann (1966-)
- Lisa-Maria Berger (1993-)
- Simone Brändli (1980-)
- Renata Bucher (1977-)
- Michelle Derron (1994-)
- Melanie Hauss (1982-)
- Rahel Küng (1991-)
- Sybille Matter (1973-)
- Brigitte McMahon (1967-)
- Magali Di Marco Messmer (1971-)
- Daniela Ryf (1987-)
- Nicola Spirig (1982-)
- Caroline Steffen (1978-)
- Jolanda Annen (1992- )

### Hommes
- Olivier Bernhard
- Mike Aigroz
- Reto Hug
- Sven Riederer
- Ronnie Schildknecht

## Unihockey

### Femmes
- Sarah Altwegg (1989-)
- Claudia Bachmann (1985-)
- Nina-Maria Bärtschi (1993-)
- Helen Bircher (1990-)
- Céline Chalverat (1990-)
- Lara Heini (1994-)
- Rebecca Hermann (1988-)
- Rahel Kaltenrieder (1990-)
- Claudia Kunz (1986-)
- Laura Marendaz (1993-)
- Brigitte Mischler (1992-)

## Volley-ball

### Femmes
- Inès Granvorka (1991-)
- Kristel Marbach (1988-)

## Beach-volley

### Femmes
- Isabelle Forrer (1982-)
- Tanja Goricanec (1990-)
- Joana Heidrich (1991-)
- Tanja Hüberli (1992-)
- Simone Kuhn (1980- )
- Lea Schwer (1982-)

## Water-polo

### Femmes
- Michelle Dubach (1998-)
- Tamara Iten (1995-)